# Mastigostyla implicata
Mastigostyla implicata är en irisväxtart som beskrevs av Pierfelice Ravenna. Mastigostyla implicata ingår i släktet Mastigostyla och familjen irisväxter. Inga underarter finns listade i Catalogue of Life.